# Acanthinus myrmecops
Acanthinus myrmecops és una espècie de coleòpter de la família Anthicidae que es troba als (EUA). No consten subespècies al Catàleg de la Vida de la Unió Europea.